# Eirô

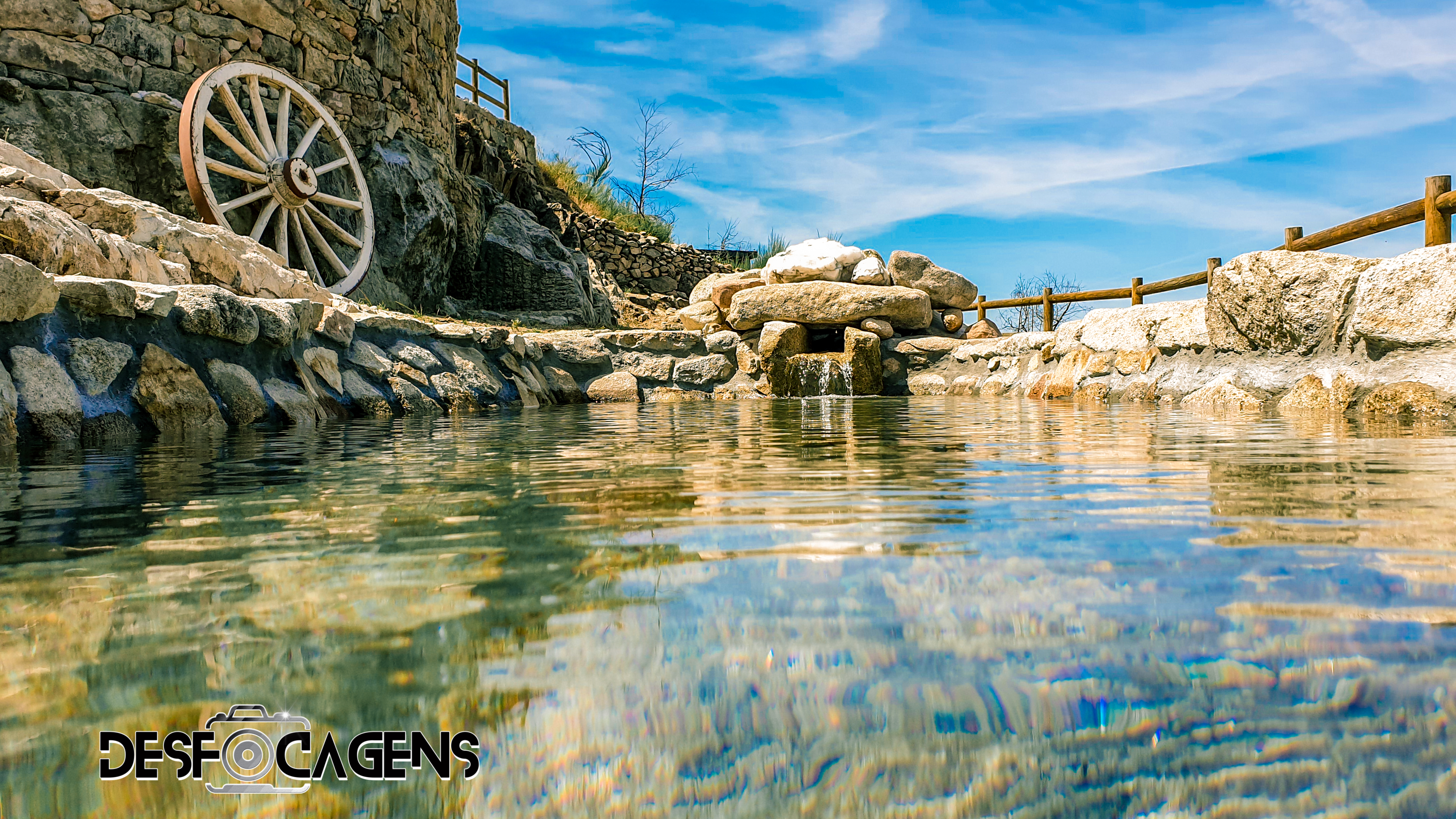

Eirô é uma pequena aldeia de Portugal, pertencente ao concelho de Seia e à União de freguesias de Santa Marinha e São Martinho.

## História
Em tempo de D. Afonso Henriques, o lugar era conhecido como Castro Verde, obtendo carta de foral de vila por 1150, há muito extinto. A sua administração era constituído por capitão-mor, sargento-mor, alcaide e companhia de ordenanças.
Posteriormente pertenceu à extinta freguesia de Santa Marinha, estando hoje integrado na União de freguesias de Santa Marinha e São Martinho.

## Demografia
Tem pouco mais de 50 habitantes. Esta aldeia é dividida em várias partes:
- Terreiro;
- Calvário;
- Outeiro (tradicionalmente Eiteiro);
- Pedregal;
- Rua da Fonte;
- Largo ;
- Ramal;
- Águas Férreas;
- Entre-Águas;
- Vale da Forna;
- Sinos de Roma;
- S. Sebastião (fazendo a divisão da localidade de Santa Marinha e Eirô).

O Eirô tem uma poça na zona do Outeiro (tradicionalmente chamada Poça)
É uma localidade com uma paisagem bonita dando uma perspectiva da Serra da Estrela (com o Crute d'el Fátima atrás), vista para a cidade de Seia, para a região entre Mangualde e Fornos de Algodres conseguindo ver a autoestrada A25.
A aldeia vizinha Paços da Serra tem relações culturais e tradicionais muito profundas com Eirô mesmo fazendo parte de outro concelho.
A fronteira entre estes dois concelhos na região do Eirô e Paços da Serra, faz-se através de um rego com água corrente ao longo destas duas localidades.

## Lenda
Segunda a lenda, há muito tempo no cume do Crute d'el Fátima havia uma povoação chamada Castro Verde (no atual concelho de Gouveia). Certo dia, uma praga de gafanhotos atacou esta povoação e os seus habitante tiveram de vir até ao sopé da Serra da Estrela. Os habitantes construíram as suas casas e formaram as localidades de Paços da Serra, Santa Marinha e Eirô.
Atualmente o Crute d'el Fátima, nestas localidades tem uma perspectiva de uma monte perfeito fazendo o formato^.

## Festas e romarias
O orago do Eirô é S.José e este celebra-se no 2º Domingo de julho. A procissão dá a volta à aldeia e passa por partes de Paços da Serra. 